# 바다선인장
바다선인장(Cavernularia obesa)은 산호충강 바다조름목 바다선인장과의 강장동물이다.
산호류에 속하는 바다선인장은 전 세계적으로 약 20여종이 알려져 있으나, 대한민국에는 단 1종만이 보고된 해양동물이다.
바다선인장의 속명인 Cavernularia는 '땅속에 서식하는 곤봉 모양의 생물' 이라는 뜻을 가진다.

## 서식지 및 분포
수심 20m의 파도가 없는 잔잔한 내만에 숲처럼 줄지어 서식한다. 
모래진흙질의 해저에 살고 밤에는 발광하는 것으로 유명하다. 파도에 흔들리면서 발광하는 광경은 장관이다.
낮에는 땅 속에 숨어있다, 밤이되면 땅 위로 나와 먹이활동을 한다.
한국에서는 작약도·어청도·남해도·해운대의 모래진흙에 서식하고 남태평양제도·말레이반도·오스트레일리아·인도양에 널리 분포한다.
과거에는 모래갯벌 주변에서 흔히 볼 수 있는 생물로 알려졌지만 최근 조사 결과 개체수가 감소하고 있는것으로 확인되었다.
20°C~24°C 의 온도에서 주로 서식한다.

## 형태
군체는 곤봉 모양으로서 길이 약 10 ~ 15cm, 자루의 나비 9∼21mm이다. 
군체는 회백색이거나 연주황색이다. 
석회질의 작은 골편이 몸 속에 흩어져 있다. 
표면에는 신축성이 있는 대형 폴립과 신축성이 없는 소형 폴립이 무수히 모여 있다.
대형 폴립은 영양과 생식 기능이 있고, 소형 폴립은 바닷물을 몸에 넣어 체액을 조절하는 역할을 한다.
먹이활동을 위해 촉수를 펼치면 가시돋친 선인장의 모습을 연상케 한다.

## 성질
낮에는 보통 짧게 수축하여 위쪽만을 모래 위에 내고 있으나 밤이 되면 몸속에 바닷물을 담아 길이를 30cm 이상 늘여 여러 개의 폴립을 위로 내고 있다. 
주야를 밝게 하거나 어둡게 하여도 낮과 밤의 시간이 되면 뻗거나 움츠리는 것으로 보아 신축은 본래 가지고 있는 일주기적 성질이라고 생각된다.
바다선인장은 외부자극을 받으면 녹색 형광물질을 분비하여 발광하는 특징이 있다.
발광물질인 루시페린(luciferin)이 발광효소인 루시페레이스(luciferase)의 작용에 의해 산화될 때 발광이 일어난다.
루시페레이스는 루시페린을 산화시킬 때 ATP와 조효소 A, Mg2+을 필요로 한다. 루시페린은 ATP와 반응하여 루시페린아데닌산을 만들고, 루시페린아데닌산이 산소와 반응하여 산화될 때 발광이 일어난다.
빛을 내는 이유는 생존과 같은 이유는 아니고 화학반응으로 인해서 생기는 현상이다.

## 먹이
플랑크톤을 섭취하며 촉수를 이용해 플랑크톤을 마비시킨 다음 폴립의 입으로 운반하여 소화시킨다.
공생관계에 있는  zooxanthellae 의 도움으로 광합성을 통해서도 영양분을 얻을 수 있다.

## 참고문헌
1. http://eol.org/pages/199517/details#distribution. Encyclopedia of Life.
2. The light-emitter in bioluminescence of the sea cactus Cavernularia obesa. Osamu Shimomura, Shoji Inoue and Toshio Goto, Chemistry Letters, Vol. 4 (1975) No. 3, pages 247-248. https://doi.org/10.1246%2Fcl.1975.247
3. 지식백과.https://terms.naver.com/entry.naver?cid=40942&docId=1097340&categoryId=32446
4. 바다 펜 – Cavernularia obesa https://waterworlds.info/marine-species/sea-pen-cavernularia-obesa/
5. Cavernularia obesa (Cavernularia obesa) – 컴플리트 케어 가이드 | https://reeflings.com/species/cavernularia-obesa
6. 한국수자원공단| 반짝반짝 바다의 작은 별~ 발광생물에 대해 알.. : 네이버블로그